# Discografia de hide
A discografia de hide consiste em 3 álbuns de estúdio, sendo um deles póstumo, 2 álbuns ao vivo, 9 álbuns de compilação, 21 álbuns de vídeo, 13 singles e 8 álbuns de tributo.
Hideto Matsumoto, estilizado como hide, foi um músico de rock japonês que conquistou fama no final dos anos 1980 como guitarrista da banda de heavy metal X Japan antes de iniciar sua carreira solo em 1993. Antes do X Japan, hide era o líder e guitarrista da banda de heavy metal Saber Tiger (mais tarde conhecido como Saver Tiger), que lançou um EP auto-intitulado em julho de 1985 e duas coletâneas musicais antes de encerrar as atividades. Embora dois álbuns de compilação de demos e gravações ao vivo e um VHS de concerto fossem lançados mais tarde em 2001, com a banda creditada como Yokosuka Saver Tiger.
hide fez sua estreia solo em agosto de 1993 na MCA Victor com os singles lançados simultaneamente "Eyes Love You" e "50% & 50%", ambos certificados disco de ouro pela Recording Industry Association of Japan (RIAJ). Embora as letras dessas duas canções tenham sido escritas por Yukinojo Mori, todo o material subsequente foi escrito e composto pelo próprio hide. Seu primeiro álbum de estúdio, Hide Your Face, foi lançado no início de 1994, alcançou a nona posição nas paradas da Oricon Albums Chart e foi certificado disco de platina pela RIAJ. Todos os vocais e guitarras foram tocados por hide, enquanto o baixo e a bateria tiveram a contribuição de vários músicos, como T.M. Stevens e Terry Bozzio.
Em setembro de 1996, hide lançou seu segundo álbum de estúdio, Psyence, que estreou em primeiro lugar na Oricon e também foi disco de platina pela RIAJ. Possui muito menos músicos do que seu álbum anterior, já que hide começou a contribuir com quase todas as partes do baixo. Com o single "Rocket Dive" de janeiro de 1998, seu primeiro na Universal Victor, seu trabalho solo começou a ser lançado sob o apelido de hide with Spread Beaver, dando crédito à sua banda de apoio ao vivo. No entanto, com exceção do programador, engenheiro de gravação e co-produtor I.N.A e baterista Joe, as contribuições dos membros do Spread Beaver para o material gravado foram limitadas.
hide veio a falecer em 2 de maio de 1998 do que foi considerado suicídio por enforcamento. Onze dias depois, o single "Pink Spider" foi lançado, estreou como número um e se tornou seu primeiro lançamento a ser certificado milhão pela RIAJ. Mais tarde naquele mesmo mês, foi sucedido por "Ever Free", número um na Oricon e platina dupla. 3.2.1., o álbum de estreia de Zilch, uma banda dos Estados Unidos formada em 1996 e liderada por hide, foi lançado em julho de 1998 pela Cutting Edge. Alcançou a segunda posição na Oricon e foi certificado como dupla platina pela RIAJ. O único álbum de estúdio com o crédito de hide with Spread Beaver, Ja, Zoo, estava incompleto na época da morte de hide. Foi concluído por I.N.A e os outros membros do Spread Beaver, lançado em novembro de 1998, alcançou a segunda posição e se tornou o segundo lançamento de hide a ser certificado milhão.
Nos anos sucessores a morte de hide, vários relançamentos, compilações e material inédito foram publicados postumamente, incluindo o single "In Motion" de 2002 e a música "Co Gal" de 2014. Ambos eram demos ou canções inacabadas que foram concluídas por I.N.A, com a última utilizando a tecnologia Vocaloid para imitar a voz de hide. As gravações solo de hide venderam mais de 6,6 milhões de cópias.
Muitos artistas influentes na cena visual kei e rock japonesa participaram dos 8 álbuns de tributo a hide, como Tomoyasu Hotei, Luna Sea, Buck-Tick, Glay, Kiyoharu, Takanori Nishikawa, entre outros. O mais bem sucedido deles é o primeiro, Hide Tribute Spirits, lançado em 1 de maio de 1999, alcançando a primeira posição na Oricon e certificado platina dupla pela RIAJ.
Em 2010, os onze singles originais do músico foram relançados em formato de vinil.

## Álbuns de estúdio
| Ano  | Título                                                                    | Classificação na Oricon | Vendas     | Certificação da RIAJ |
| ---- | ------------------------------------------------------------------------- | ----------------------- | ---------- | -------------------- |
| 1994 | Hide Your Face - Lançado: 23 de fevereiro de 1994 - Gravadora: MCA Victor | 9                       | 400.000+   | Platina              |
| 1996 | Psyence - Lançado: 2 de setembro de 1996 - Gravadora: MCA Victor          | 1                       | 400.000+   | Platina              |
| 1998 | Ja, Zoo - Lançado: 21 de novembro de 1998 - Gravadora: Universal Victor   | 2                       | 1.000.000+ | Milhão               |

## Álbuns ao vivo
| Ano  | Título                                                                                   | Classificação na Oricon |
| ---- | ---------------------------------------------------------------------------------------- | ----------------------- |
| 2008 | Psyence a Go Go - Lançado: 19 de março de 2008 - Gravadora: Universal Music Group        | 18                      |
| 2008 | Hide Our Psychommunity - Lançado: 23 de abril de 2008 - Gravadora: Universal Music Group | 25                      |

## Álbuns de compilação
| Ano  | Título | Classificação na Oricon | Vendas   | Certificação da RIAJ |
| ---- | --- | ----------------------- | -------- | -------------------- |
| 2000 | Best ~Psychommunity~ - Lançado: 2 de março de 2000 - Gravadora: Universal Victor                                                                                      | 1                       | 800.000+ | Platina Dupla        |
| 2002 | Singles ~ Junk Story - Lançado: 24 de julho de 2002 - Gravadora: Universal Music Group                                                                                | 3                       | -        | -                    |
| 2004 | King of Psyborg Rock Star - Lançado: 28 de abril de 2004 - Gravadora: Universal Music Group                                                                           | 7                       | -        | -                    |
| 2005 | Perfect Single Box - Lançado: 21 de setembro de 2005 - Gravadora: Universal Music Group - 13 solteiros e um DVD                                                       | -                       | -        | -                    |
| 2008 | Singles + Psyborg Rock iTunes Special!! - Lançado: 6 de fevereiro de 2008 - download digital                                                                          | -                       | -        | -                    |
| 2009 | We Love hide ~The Best in The World~ - Lançado: 29 de abril de 2009 - Gravadora: Universal Music Group                                                                | 7                       | -        | -                    |
| 2011 | ""Musical Number" ~Rock Musical Pink Spider~ ("Musical Number"～ROCKミュージカル ピンクスパイダー～) - Lançado: 2 de março de 2011 - Gravadora: Universal Music Group | 100                     | -        | -                    |
| 2014 | Co Gal (子 ギャル) - Lançado: 10 de dezembro de 2014 - Gravadora: Universal Music Group                                                                               | 2                       | -        | -                    |
| 2018 | hide 1998 ~Last Words~ - Lançado: 2 de maio de 2018 - Gravadora: - - 5 CDs, 2 livros e um DVD                                                                         | -                       | -        | -                    |

## Álbuns de tributo e remix
| Ano  | Título | Classificação na Oricon |
| ---- | --- | ----------------------- |
| 1997 | Tune-Up: hide Remixes - Lançado: 21 de junho de 1997 - Gravadora: MCA Victor                                               | 21                      |
| 1999 | Hide Tribute Spirits - Lançado: 1º de maio de 1999 - Gravadora: Pony Canyon - Vendas: 783.760                              | 1                       |
| 2002 | Psy-Clone: hide Electronic Remixes - Lançado: 22 de maio de 2002 - Etiqueta: Polydor                                       | 14                      |
| 2013 | Tribute II: Visual Spirits - Lançado: 3 de julho de 2013 - Gravadora: Tokuma Japan Communications                          | 33                      |
| 2013 | Tribute III: Visual Spirits - Lançado: 3 de julho de 2013 - Gravadora: Tokuma Japan Communications                         | 40                      |
| 2013 | Tribute IV: Classical Spirits - Lançado: 28 de agosto de 2013 - Gravadora: Tokuma Japan Communications                     | 141                     |
| 2013 | Tributo V: Psyborg Rock Spirits: Club Psyence Mix - Lançado: 28 de agosto de 2013 - Gravadora: Tokuma Japan Communications | 69                      |
| 2013 | Tribute VI: Female Spirits - Lançado: 18 de dezembro de 2013 - Gravadora: Tokuma Japan Communications                      | 113                     |
| 2013 | Tribute VII: Rock Spirits - Lançado: 18 de dezembro de 2013 - Gravadora: Tokuma Japan Communications                       | 32                      |
| 2018 | Tribute Impulse - Lançado: 6 de junho de 2018 - Etiqueta: Universal J                                                      | 12                      |

## Singles
| Ano  | Título                                                                                         | Classificação na Oricon | Vendas     | Certificação da RIAJ |
| ---- | ---------------------------------------------------------------------------------------------- | ----------------------- | ---------- | -------------------- |
| 1993 | "Eyes Love You" - Lançamento: 5 de agosto de 1993 - Gravadora: MCA Victor                      | 3                       | 200,000+   | Ouro                 |
| 1993 | "50% & 50%" - Lançamento: 5 de agosto de 1993 - Gravadora: MCA Victor                          | 6                       | 200,000+   | Ouro                 |
| 1994 | "Dice" - Lançamento: 21 de janeiro de 1994 - Gravadora: MCA Victor                             | 6                       | 200,000+   | Ouro                 |
| 1994 | "Tell Me" - Lançamento: 24 de março de 1994 - Gravadora: MCA Victor                            | 4                       | 200,000+   | Ouro                 |
| 1996 | "Misery" - Lançamento: 24 de junho de 1996 - Gravadora: MCA Victor                             | 3                       | 200,000+   | Ouro                 |
| 1996 | "Beauty & Stupid" - Lançamento: 12 de agosto de 1996 - Gravadora: MCA Victor                   | 4                       | 200,000+   | Ouro                 |
| 1996 | "Hi-Ho/Good Bye" - Lançamento: 18 de dezembro de 1996 - Gravadora: MCA Victor                  | 8                       | –          | –                    |
| 1998 | "Rocket Dive" - Lançamento: 28 de janeiro de 1998 - Gravadora: Universal Victor                | 4                       | 400,000+   | Platina              |
| 1998 | "Pink Spider" ピンク スパイダー - Lançamento: 13 de maio de 1998 - Gravadora: Universal Victor | 1                       | 1,000,000+ | Milhão               |
| 1998 | "Ever Free" - Lançamento: 27 de maio de 1998 - Gravadora: Universal Victor                     | 1                       | 800,000+   | Platina dupla        |
| 1998 | "Hurry Go Round" - Lançamento: 21 de outubro de 1998 - Gravadora: Universal Victor             | 2                       | 400,000+   | Platina              |
| 2000 | "Tell Me" - Relançamento: 19 de janeiro de 2000 - Gravadora: Universal Victor                  | 2                       | 200,000+   | Ouro                 |
| 2002 | "In Motion" - Lançamento: 10 de julho de 2002 - Gravadora: Universal J                         | 4                       | –          | –                    |

## Vídeos
- Seth et Holth como Seth (29 de setembro de 1993)
- A Souvenir (VHS: 24 de março de 1994, DVD: 4 de abril de 2001 como A Souvenir + Tell Me )
- Film the Psychommunity Reel.1 (VHS: 21 de outubro de 1994, DVD: 4 de abril de 2001, Blu-ray: 28 de setembro de 2016)
- Film the Psychommunity Reel.2 (VHS: 23 de novembro de 1994, DVD: 4 de abril de 2001, Blu-ray: 28 de setembro de 2016)
- X'mas Present (24 de dezembro de 1994)
- Lemoned Collected By hide (22 de maio de 1996, também apresenta Zeppet Store, Vinyl e Trees of Life)
- Ugly Pink Machine File 1 Official Data File [Psyence A Go Go In Tokyo] (VHS: 26 de fevereiro de 1997, DVD: 18 de outubro de 2000, Blu-ray: 28 de setembro de 2016)
- Ugly Pink Machine File 1 Unofficial Data File [Psyence A Go Go 1996] (VHS: 26 de março de 1997, DVD: 18 de outubro de 2000, Blu-ray: 28 de setembro de 2016)
- Seven Clips (VHS: 21 de junho de 1997, DVD: 18 de outubro de 2000 como Seven Clips + Hurry Go Round )
- hide presents Mix Lemoned Jelly (VHS: 21 de agosto de 1997, DVD: 20 de julho de 2003 apresenta muitos outros artistas)
- Top Secret X'mas Present '97 (24 de dezembro de 1997)
- His Invincible Deluge Evidence (VHS: 17 de julho de 1998, DVD: 20 de julho de 2000)
- A Story 1998 hide Last Works (8 de dezembro de 1999)
- Alivest Perfect Stage ＜1,000,000 Cuts hide!hide!hide!＞ (13 de dezembro de 2000)
- Seventeen Clips ~ Perfect Clips ~ (3 de maio de 2001)
- hide with Spread Beaver Appear!! "1998 Tribal Ja, Zoo" (21 de setembro de 2005)
- Alive! (DVD: 3 de dezembro de 2008, Blu-ray: 28 de setembro de 2016)
- We Love hide ~The Clips~ (DVD: 2 de dezembro de 2009, Blu-ray: 28 de setembro de 2016)
- hide 50th Anniversary Film: Junk Story (teatral: 23 de maio de 2015, DVD / Blu-ray: 11 de dezembro de 2015)
- hide 3D Live Movie "Psyence a Go Go" ~20 Years from 1996~ (cinema: 25 de outubro de 2016, DVD / Blu-ray: 25 de janeiro de 2017)
- Hurry Go Round  (cinema: 26 de maio de 2018,[37] DVD / Blu-ray: 5 de dezembro de 2018)

## Outros
Com o X Japan
Com Zilch
- 3.2.1. (23 de julho de 1998)
- Bastard Eyes (7 de julho de 1999)

Com M * A * S * S
- Dance 2 Noise 004 (21 de janeiro de 1993, "Frozen Bug")

Com Saver Tiger
- Saber Tiger (julho de 1985)
- Heavy Metal Force III (7 de novembro de 1985, "Vampire")
- Devil Must Be Expulse Devil (1986, "Dead Angle" e "Emergency Express")
- Origin of hide Vol. 1 (21 de fevereiro de 2001, álbum de compilação)
- Origin of hide Vol. 2 (21 de fevereiro de 2001, álbum de compilação)
- Origin of hide Vol. 3 (21 de fevereiro de 2001, VHS)

### Outro trabalho
- Overdoing (Tokyo Yankees, 20 de outubro de 1992, refrão)
- Flowers (Issay, 1994, guitarra em "Itoshi no Max")
- 96/69 (Cornelius, 9 de junho de 1996, remixou "Heavy Metal Thunder")
- Ultra Mix (Shonen Knife, 22 de outubro de 1997, remixado de "Tower of the Sun")
- Skyjin (Zilch, 27 de setembro de 2001, guitarra em "Hide and Seek")